# Irrel

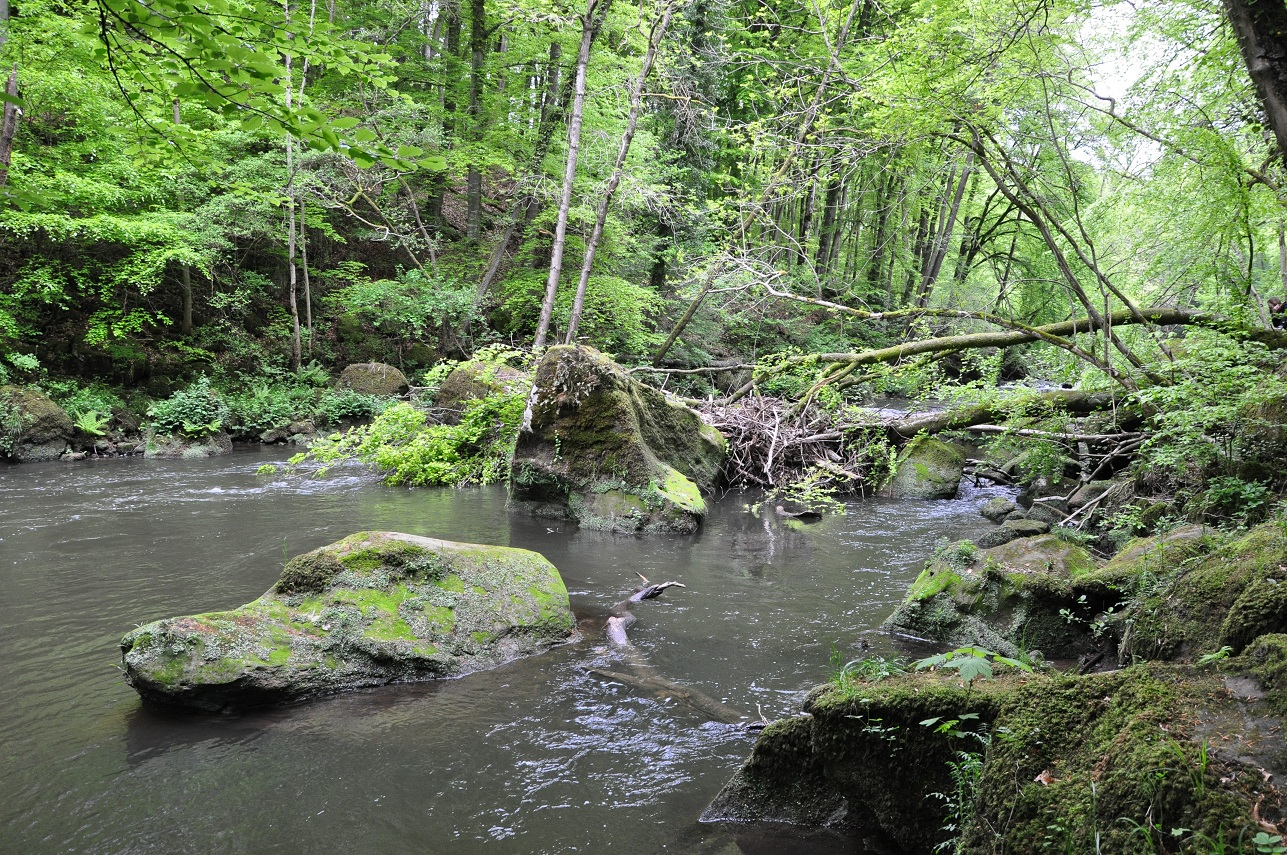
Het riviertje de Prüm tussen Prümzurlay en Irrel

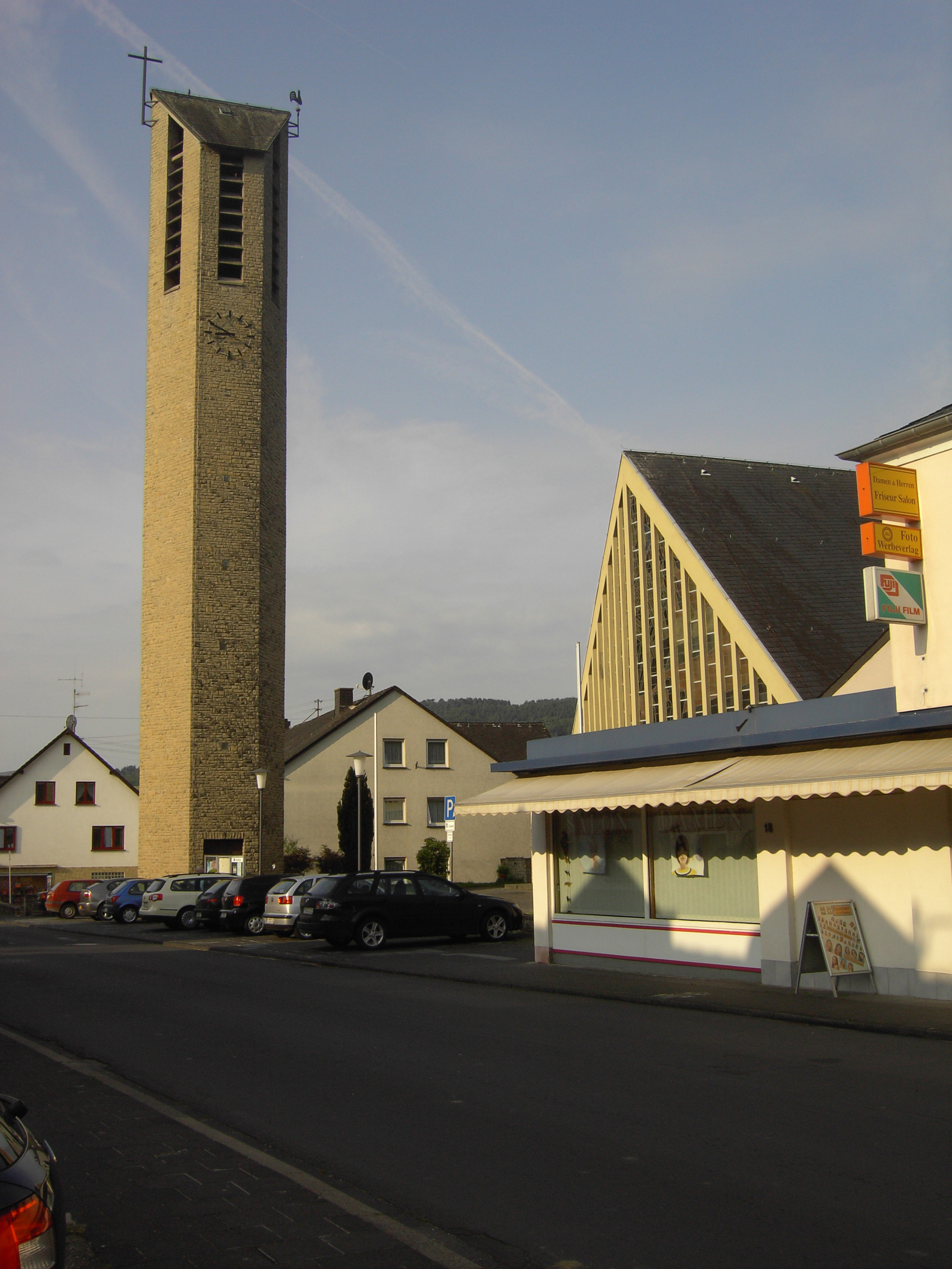
Centrum van Irrel, de kerktoren staat apart gebouwd om bouwtechnische redenen.

Irrel is een plaats in de Duitse deelstaat Rijnland-Palts, en maakt deel uit van de Eifelkreis Bitburg-Prüm.
Irrel telt 1.700 inwoners.

## Kerk
Van de oude kerk rest alleen nog de toren die iets verder in dezelfde straat staat. De nieuwe kerk werd gebouwd begin jaren zestig van de twintigste eeuw. Omwille van problemen met funderingen werd de toren apart gebouwd en enkele voorwerpen uit de oude kerk staan nu in de nieuwe, waaronder het altaar.

## Bestuur
De plaats is een Ortsgemeinde en maakt deel uit van de Verbandsgemeinde Südeifel. Tot 1 juli 2014 was Irrel bestuurszetel van de op die datum opgeheven Verbandsgemeinde Irrel.

## Natuur
- Teufelsschlucht

## Westwall
Bij Irrel bevindt zich, in een oude bunker van de Westwall,  het Westwallmuseum. 
Verbandsvrije stad:  Bitburg